# Sungor (langue)
Pour les articles homonymes, voir Sungor.
Le sungor est une langue nilo-saharienne parlée au Soudan et au Tchad par la population sungor.